# ریزفوتونیک
میکرو فوتونیک دانشی است که به کاربردها و مطالعاتی از حوزه فوتونیک می‌پردازد که در قطع میکرومتر انجام می‌شوند.

## برخی از ابزارهای حوزه میکروفوتونیک
حسگرهای میکرومتری فیبر نوری، میکرورشته‌ها و میکروکره‌ها و فیبرهای نوک باریک شده، فیبرهای نوک میکرو عدسی شده.

## مطالب مرتبط
- نانو فوتونیک
- فوتونیک